# San Buenaventura (Bolivien)
San Buenaventura (auch San Buena Ventura) ist eine Landstadt im Departamento La Paz im Tiefland des südamerikanischen Andenstaates Bolivien.

## Lage im Nahraum
San Buenaventura liegt in der Provinz Abel Iturralde und ist zentraler Ort des Cantón Buenaventura und des Municipio San Buenaventura. Es liegt auf einer Höhe von 213 m am linken Ufer des Río Beni, dem Grenzfluss zum Departamento Beni, gegenüber der Kleinstadt Rurrenabaque. Westlich der Stadt erhebt sich der Gebirgsriegel der Sierra de Manuque, die zu den östlichen Ausläufern der Anden-Kette der Cordillera Oriental gehört.

## Geographie
San Buenaventura liegt am westlichen Rand der Moxos-Ebene, mit über 100.000 km² einem der größten Feuchtgebiete der Erde; vorherrschende Vegetationsform in der Moxos-Ebene ist die tropische Savanne. Das Klima in der Region San Buenaventura/Rurrenabaque ist tropisch heiß und ganzjährig feucht, es kann aber im Winter auch durch den Surazo (kalter Wind aus Süden) relativ kühl werden.
Der Jahresniederschlag beträgt knapp 2000 mm (siehe Klimadiagramm Rurrenabaque), mit Monatsniederschlägen von etwa 300 mm im Januar und Februar, und von weniger als 100 mm in den Monaten August bis September. Die durchschnittlichen Monatstemperaturen liegen ganzjährig zwischen 23 °C und 28 °C.

## Verkehrsnetz
San Buenaventura liegt in einer Entfernung von 115 Straßenkilometern südöstlich der Provinzhauptstadt Ixiamas und etwa 450 Kilometer nördlich von La Paz, der Hauptstadt des Departamentos.
In Buenaventura endet ein Seitenzweig der 1036 Kilometer langen, bisher zum größten Teil noch geplanten Nationalstraße Ruta 16, die von Porvenir nahe der brasilianischen Grenze im Nordwesten bis Huarina am Südostrand des Titicacasees führen soll. Die Ruta 16 passiert auf ihrem Weg die Provinzhauptstadt Ixiamas, von der aus eine 115 Kilometer lange unbefestigte Landstraße über Tumupasa nach San Buenaventura führt.

## Bevölkerung
Die Einwohnerzahl der Ortschaft ist in den vergangenen beiden Jahrzehnten auf nahezu das Doppelte angestiegen:
| Jahr | Einwohner | Quelle       |
| ---- | --------- | ------------ |
| 1992 | 1670      | Volkszählung |
| 2001 | 2264      | Volkszählung |
| 2012 | 3089      | Volkszählung |
| 2024 |           | Volkszählung |